# Glaucacna iridea
Glaucacna iridea är en fjärilsart som beskrevs av W. T. M. Forbes 1931. Glaucacna iridea ingår i släktet Glaucacna och familjen märgmalar, Agonoxenidae. Inga underarter finns listade i Catalogue of Life.